# جورج اودی
جورج اودی (انگلیسی: George O'Day; ۱۹ مه ۱۹۲۳ – ۲۶ ژوئیه ۱۹۸۷) قایقران قایق بادبانی اهل ایالات متحده آمریکا بود.
وی در مسابقات کشوری و بین‌المللی در مجموع برندهٔ ۱ مدال طلا شده‌است.